# Formación Packard
La Formación Packard o Formación Lutitas de Packard es una formación geológica de la era Mesozoico. Se supone que la Formación Packard sea de la misma edad que la formación Kirtland, aproximadamente desde finales del Campaniense hasta el Maastrichtiense superior (Cretácico superior). Asimismo, tiene una fauna con similitudes a la de la Formación Corral de Enmedio. 

## Paleofauna
En la Formación Packard se han identificado restos fósiles de peces (lepisosteidos), tortugas (trioníquidos), cocodrilos (eusuquios) y dinosaurios (hadrosáuridos, ceratópsidos y tiranosáuridos indeterminados).
| Vertebrados de la Formación Packard | Vertebrados de la Formación Packard | Vertebrados de la Formación Packard | Vertebrados de la Formación Packard | Vertebrados de la Formación Packard | Vertebrados de la Formación Packard | Vertebrados de la Formación Packard |
| Género                              | Especies                            | Ubicación                           | Posición estratigráfica             | Abundancia                          | Notas                               | Imágenes                            |
| ----------------------------------- | ----------------------------------- | ----------------------------------- | ----------------------------------- | ----------------------------------- | ----------------------------------- | ----------------------------------- |
| Albertosaurus                       | Indeterminada                       |                                     |                                     |                                     |                                     |                                     |
| Chamops                             | C. segnis                           |                                     |                                     |                                     |                                     |                                     |
| Melvius                             | Indeterminada                       |                                     |                                     |                                     |                                     |                                     |
| Tototlmimus                         | T. packardensis                     | Grupo Cabullona                     |                                     |                                     |                                     |                                     |
| Eusuchia                            | Indeterminado                       |                                     |                                     |                                     |                                     |                                     |